# ぶら下がり
ぶら下がり（ぶらさがり）とは、記者が取材対象者を取り囲んで行う取材形式のこと。ぶら下がり取材（ぶらさがりしゅざい）ともいう。
これは政治、スポーツ、芸能だけでなく、企業やPRの場合でも行われるものである。会見場やホテルなどを使って記者たちが取材する通常の記者会見とは区別される。

## 語源
元々はマスコミの業界用語であり、取材対象者が歩いて移動する際に、大勢の記者がすぐ横に付いて歩きながら質疑応答している様が「取材対象者の腕にぶら下がっているように見える」ということからその名がついた。
現在では、政府側もマスコミ向けの文書で「ぶら下がり取材」という語を使用している。

## 首相官邸における“ぶら下がり”

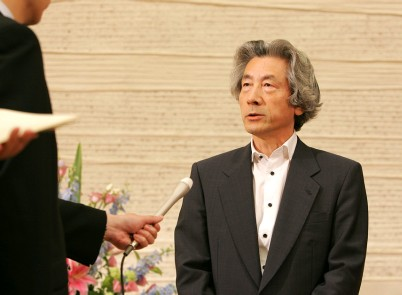
2006年9月25日、小泉純一郎のぶら下がり

2002年に首相官邸が新しくなったことに伴い、官邸内の警備体制が大幅に強化された。それまで取材記者は比較的自由に官邸内を移動できたが、警備体制の強化に伴い、記者の移動が厳しく制限されるようになった。それにより官邸内を移動中の首相を記者たちが呼び止め、突発的な取材（＝ぶら下がり）を行うことも難しくなった。
マスコミは首相への取材が困難になり、首相側としても発言の機会が減った。そこで小泉純一郎首相が双方の折り合いをつけて、「1日2回、時間を決めて質疑応答をしましょう」ということで新たな取材様式が首相官邸に作られた。これが、「ぶら下がり」の始まりである。その時は、旧来の非公式取材に代わるものとして便宜上、一時的に作られたので、仮の名称として「ぶら下がり」と呼ばれていたが、いつしか、そのまま定着した。
小泉首相から鳩山由紀夫首相までは、「ぶら下がり会見」は原則として1日2回であったが、菅直人首相になってからは1日1回となり、2011年3月11日の東日本大震災以降は震災対応を理由としてぶら下がり会見に応じるのを拒否していたが、震災が落ち着いた後も以前のような「ぶら下がり」運用は復活しなかった。
2011年9月に就任した野田佳彦首相は、国会開会前や重要法案成立など節目における公的な記者会見の回数は増やした一方、視察先や重大事件（金正日死去）以外ではぶら下がりには原則として応じない方針とした。
2012年12月に第2次内閣を発足させた安倍晋三首相も、「首脳の発言は重く、国益に対する影響を考えれば、情勢を把握し熟慮したものでなければならない」として、ぶら下がりには原則として応じない方針とした。
朝日新聞記者の南彰と岡村夏樹は、首相のぶらさがり会見の拒否について「失言などのリスクを避けることを優先し、国民への説明責任を十分果たしていない」として、首相による「ぶら下がり会見」を支持・肯定している。
一方、田中秀征は「ぶら下がりでどう答えるかじっくり考えることは首相にとって無駄な場合が多く、記者たちにも同じように無駄である」として、ぶらさがり会見について批判的なコメントをしている。

## 囲み取材との違い
ぶら下がり取材は、対象者が動いている場合であり、対象者が立ち止まって取材に応じる場合は、囲み取材と呼ばれている。
囲み取材は、時間と場所を決めて行われることが多く、対象者にしっかりと取材を受ける意志があることが前提となっている。
ぶら下がりは、あくまで、ゲリラ的な突撃取材であって、前もって予定が決まっているものではない。

## 参照
1. ↑  内閣府防災情報 Archived 2011年3月22日, at the Wayback Machine.
2. ↑  朝日新聞 2011年09月29日[要ページ番号]
3. ↑  野田首相に懸念される「発信力の弱さ」はぶら下がり取材拒否のせいではない 田中秀征 政権ウォッチ107回